# Рупп, Генрих Бернард
Генрих Бернард Рупп (нем. Heinrich Bernard Rupp; 1688—1719) — немецкий (тюрингский) ботаник.

## Биография
Генрих Бернард Рупп родился в Гиссене 27 августа 1688 года. В 1704 году поступил в Гиссенский университет, где учился медицине. В 1711 году перешёл в Йенский университет, в 1712 году на протяжении нескольких месяцев учился в Лейденском университете, после чего вернулся в Йену. В январе 1718 года была издана книга Руппа Flora jenensis, в которой описывалось множество растений Тюрингии, основная часть которых произрастала в предгорьях Гарца. 7 марта 1719 года Генрих Рупп умер в возрасте 30 лет.
В 1726 году вышло второе, исправленное издание книги Flora jenensis. В 1745 году книга была издана вновь под редакцией А. Галлера и с дополнительными иллюстрациями К. И. Роллинуса.
В 1737 году Карл Линней назвал в честь Г. Руппа род растений Руппия.

## Некоторые научные работы
- Ruppius, H.B. (1718). Flora jenensis. 472 p.

## Таксоны растений, названные в честь Г. Б. Руппа
- Ruppia L., 1753 — Руппия